# Skysuites Tower
La Skysuites Tower est un gratte-ciel de 223 mètres en construction à Quezon City aux Philippines. Son achèvement est prévu pour 2018. 